# Kwaku Summer Festival

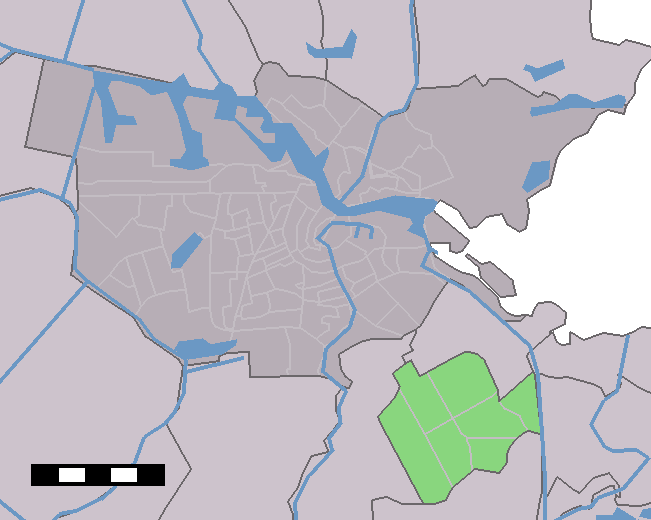
Lage von Amsterdam-Zuidoost (grün)

Das Kwaku Summer Festival (früher: Kwakoe Zomerfestival) findet einmal jährlich im Stadtbezirk Zuidoost von Amsterdam statt und ist die größte multikulturelle Veranstaltung dieser Art in den Niederlanden.

## Geschichte
1975 begann das Sommer-Festival als Fußballturnier für die Bewohner des Bezirkes „Zuidoost“ (Südost) von der damaligen Stiftung „Stichting Jongeren Centrum Kwakoe“. Die Fußballspiele wurden auf dem Sportplatz des heutigen „Bijlmerplein“ gehalten und finden seit 1983 im „Bijlmerpark“ statt. Im Laufe der Jahre breitete sich das Fest aus mit Musik, Tanz, Verkaufsständen mit Essenswaren, mit Film und auch mit Literatur und Kunst. Festteilnehmer waren am Anfang hauptsächlich Surinamer sowie von den Antillen und aus einigen afrikanischen Ländern, die in den Niederlanden beheimatet sind. In den letzten Jahren nahmen zunehmend auch Besucher aus anderen Kulturen an dem Fest teil. Die Organisation des Festes, die Stiftung „Stichting Kwakoe Festival“, bekam Ende der 1990er Jahre eine Genehmigung zum Abhalten der Festivitäten. Im August 2008 wurde der Stiftung vom Gericht der Bankrott erklärt. Ein neuer Start gelang im Juni 2009 mit einer neuen Stiftung, der „Stichting Kwakoe Events & Festivals“. Am 1. Januar 2010 empfing der Amsterdamer Stadtbezirk „Zuidoost“ drei Anfragen zum Organisieren des Kwakoefestivals. Die Stiftung „Kwakoe Zomerfestival“ (vorher: Kwakoe Festival) erhielt die Genehmigung.
Das Thema des Kwakoe Festivals war 2010 The Celebrationyear, um mit der Kultur und den tropischen Gerichten von Suriname Bekanntschaft zu machen. Zudem war es das fünfunddreißigste Kwakoe-Festival, bei dem 350.000 Besucher erwartet wurden. 2009 waren es circa 350.000 Festbesucher. 2010 kamen allerdings 100.000 weniger als erwartet, rund 250.000. Für Kinder wurde ein speziales Programm veranstaltet, das „Kinderdorp“ (Kinderdorf).
Für das Festival waren verschiedene Veranstaltungen organisiert:
„De mainstage“, Tanzworkshop, Livemusik und Disc Jockeys. „De Culturestage“, ebenfalls mit Musik, Tanz und Gesang. „De Beauty Lounge“ für Massage und anderes, für Tätowierungen oder um ein Party-Outfit auszusuchen. Außerdem fand zum ersten Male in 35 Jahren das „Kwakoe Business Meeting 2010“ statt im „Bijlmerpark“, ein Treffen für kleine neue Unternehmer zum Kennenlernen.
Zum ersten Male in der 35-jährigen Geschichte gab es 2011 kein Kwakoe-Festival. Die Gründe waren finanzieller und organisatorischer Art.
Mit Festivalaktivitäten Fußball, Musik, Theater, Literatur, Kunst und Lesungen fand das 37ste Festival 2012 statt. Die Besucheranzahl stieg im Laufe der Jahre auf fast 500.000 und das Fest gilt als das „größte mulikulturelle Festival in Europa“.

## Bedeutung

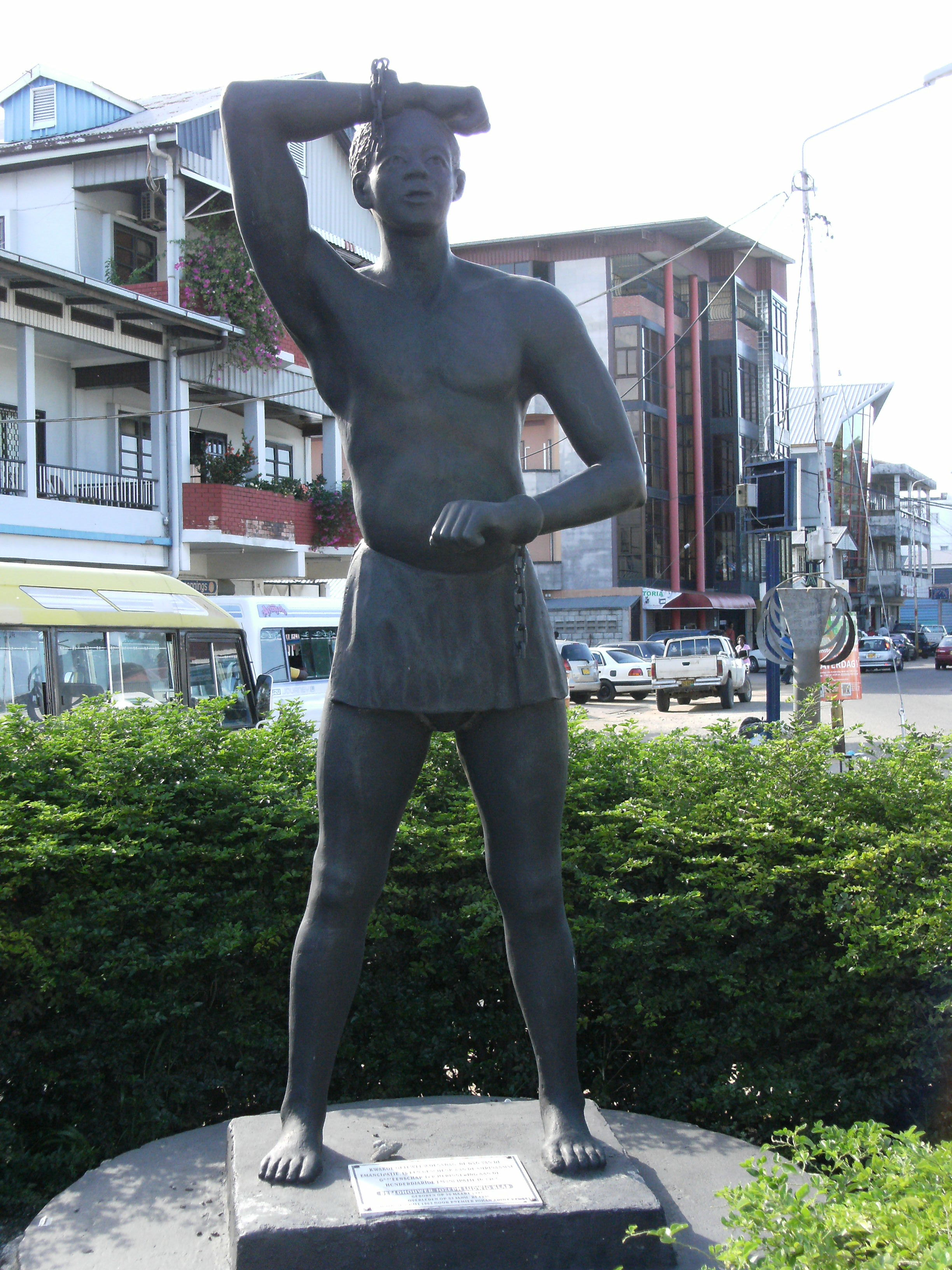
Standbild von Kwakoe in Paramaribo

In vielen afrikanischen Traditionen, so auch bei Surinamern afrikanischer Abstammung, ist es gebräuchlich, dass Kinder den Namen desjenigen Tages erhalten, an dem sie geboren wurden. In erster Linie männliche Nachkommen, die am Mittwoch geboren wurden, bekamen den Namen Kwakoe.
In Suriname wurde am 1. Juli 1863 die Sklaverei abgeschafft. Zur Erinnerung steht ein Standbild mit einem nicht mehr gefesselnden Sklaven in Paramaribo mit dem Namen Kwakoe, da der 1. Juli 1863 auf einen Mittwoch gefallen war.

## Kwakoe Award
Die Auszeichnung Kwakoe Jagernath Lachmon Award, benannt nach dem
surinamischen Politiker Jagernath Lachmon, wird an Surinamer ausgereicht, welche sich auf sozialem und kulturellem Gebiet Verdienste erworben haben. Den Preis erhielten bisher u. a. der Historiker André Loor (2000), der Politiker Jules Albert Wijdenbosch (2002), die Ordensschwester Isabel Slagveer (2003), der ehemalige Präsident Johan Ferrier (2004), der Politiker Willy Soemita (2005) und der Moderator Henk van Vliet (2007).